# Sonata per pianoforte n. 3 (Mozart)
La sonata per pianoforte n. 3 in si bemolle maggiore, K. 281, fu scritta da Wolfgang Amadeus Mozart alla fine del 1774 e appartiene ad un ciclo di sei sonate per pianoforte (dalla K. 279 alla K. 284).
Il 2 novembre 1777 il compositore la esegue nella casa di Christian Cannabich a Mannheim.

## Caratteristiche
Composta secondo i canoni dello stile galante, viene menzionata da Mozart in una lettera a suo padre datata 13 novembre 1777: Mozart racconta di avere eseguito al clavicordo questa sonata (assieme alla più tarda Sonata in re maggiore, K. 284) a Mannheim, alla corte del principe Ernst von Oettingen-Wallerstein, alla presenza del suo Kapellmeister Ignaz Beecke.
Il primo movimento, Allegro, in forma sonata, presenta un tema principale di carattere lirico, che viene sviluppato e riccamente variato quasi in guisa d'improvvisazione.
Il secondo movimento, Andante amoroso, offre nelle prime due battute un contrasto dinamico fino allora inusitato per Mozart, con un repentino passaggio da forte a piano. L'intero movimento richiede un'esecuzione aggraziata ma non incline al sentimentalismo. 
Il movimento finale, Rondò: Allegro, è basato su un tema principale di gavotta che viene esposto cinque volte, intervallato da varie altre melodie. Tutto il movimento è in stile francese e contiene inattesi passaggi in modo minore di carattere drammatico. Da alcuni viene considerato come il finale compositivamente più avanzato all'interno di questo primo gruppo di sonate mozartiane.